# Mołowiste
Mołowiste – zwane częściej Małowiste, wieś w Polsce położona w województwie podlaskim, w powiecie augustowskim, w gminie Płaska. Leży nad jeziorem Serwy.
W latach 1975–1998 miejscowość administracyjnie należała do województwa suwalskiego.